# روبرت ليفينغستون (سياسي)
روبرت ليفينغستون (بالإنجليزية: Robert Livingston)‏ هو محامي وسياسي أمريكي، ولد في 1718 في الولايات المتحدة، وتوفي في 9 ديسمبر 1775 في كليرمونت في الولايات المتحدة.